# Residualvolumen
Das Residualvolumen oder Restvolumen (RV) ist das Luftvolumen, das nach maximaler Ausatmung in der Lunge zurückbleibt und bezeichnet somit die Menge Atemluft, die permanent in der Lunge vorgehalten wird (d. h. nicht willkürlich ausgeatmet werden kann) und je nach Alter ca. 1,5 Liter (bei einem erwachsenen Menschen) beträgt. Hierbei stehen die entgegengesetzt wirkenden Kräfte von Brustkorbwand und Lunge im Gleichgewicht. Erst im Falle des Ablebens (bzw. bei äußerer Gewalteinwirkung oder bei Auftreten eines Pneumothorax unterschiedlicher Ursache) kann die der Lungenkapazität zugerechnete Lungenluft entweichen.
Das Residualvolumen kann nicht mittels Spirometrie gemessen werden. Für seine Bestimmung eignen sich indirekte Messmethoden, wie die Heliumverdünnungsmethode oder Messung mittels Ganzkörperplethysmographie.